# Caprese Michelangelo

Caprese Michelangelo je selo i općina u pokrajini Arezzo, Toskana, Italija, gdje je slikar Michelangelo Buonarroti rođen. Nalazi se 100 km od Firence.
Znamenitosti su: Crkva Sv. Ivana Krstitelja iz 13. st. gdje je Michelangelo kršten. Poznate su stare crkve Svetog Cristofora od Monne, Svetog Paola od Monne i Svetog Ippolita i Cassiana, te Michelangelov muzej i knjižnica.